# Новобогданівка (Берестинський район)
Новобогда́нівка — село в Україні, у Берестинському районі Харківської області. Населення становить 26 осіб. Орган місцевого самоврядування — Дар-Надеждинська сільська рада.
Після ліквідації Сахновщинського району 19 липня 2020 року село увійшло до Красноградського (Берестинського) району.

## Географія
Село Новобогданівка знаходиться на правому березі річки Багата, вище за течією на відстані 2 км розташоване село Дар Надії, нижче за течією на відстані 3 км розташоване село Костянтинівка, на протилежному березі — село Загаркушине.

## Історія
- 1920 — дата заснування.